# Murailles de Bénévent
Les murailles de Bénévent sont l'un des principaux vestiges lombards de la ville de Bénévent et constituent un exemple rare de muraille du début du Moyen Âge encore dans un état de conservation raisonnable,. 
Il en reste aujourd'hui quelques tronçons importants : l'un, qui longe la via Torre della Catena, délimite au sud le quartier médiéval de Triggio ; un autre, dont suit le Viale dei Rettori, constitue la partie nord du périmètre du Piano di Corte ; tandis que le dernier est le bord sud de la colline du centre historique, correspondant à un précipice sous lequel s'étendent les nouveaux quartiers.

## Historique
Les murailles s'ouvraientt sur huit portes, dont l'une était l'Arc de Trajan, rebaptisée Porta Aurea ; une autre, Porta Somma, fut plus tard incorporée à la Rocca dei Rettori ; Port'Arsa, probablement construit à la fin de la période romaine, est l'entrée du Triggio. C'est à cette porte que menait la Via Appia Antica, en passant par le pont Leproso. Les autres portes ont été détruites.

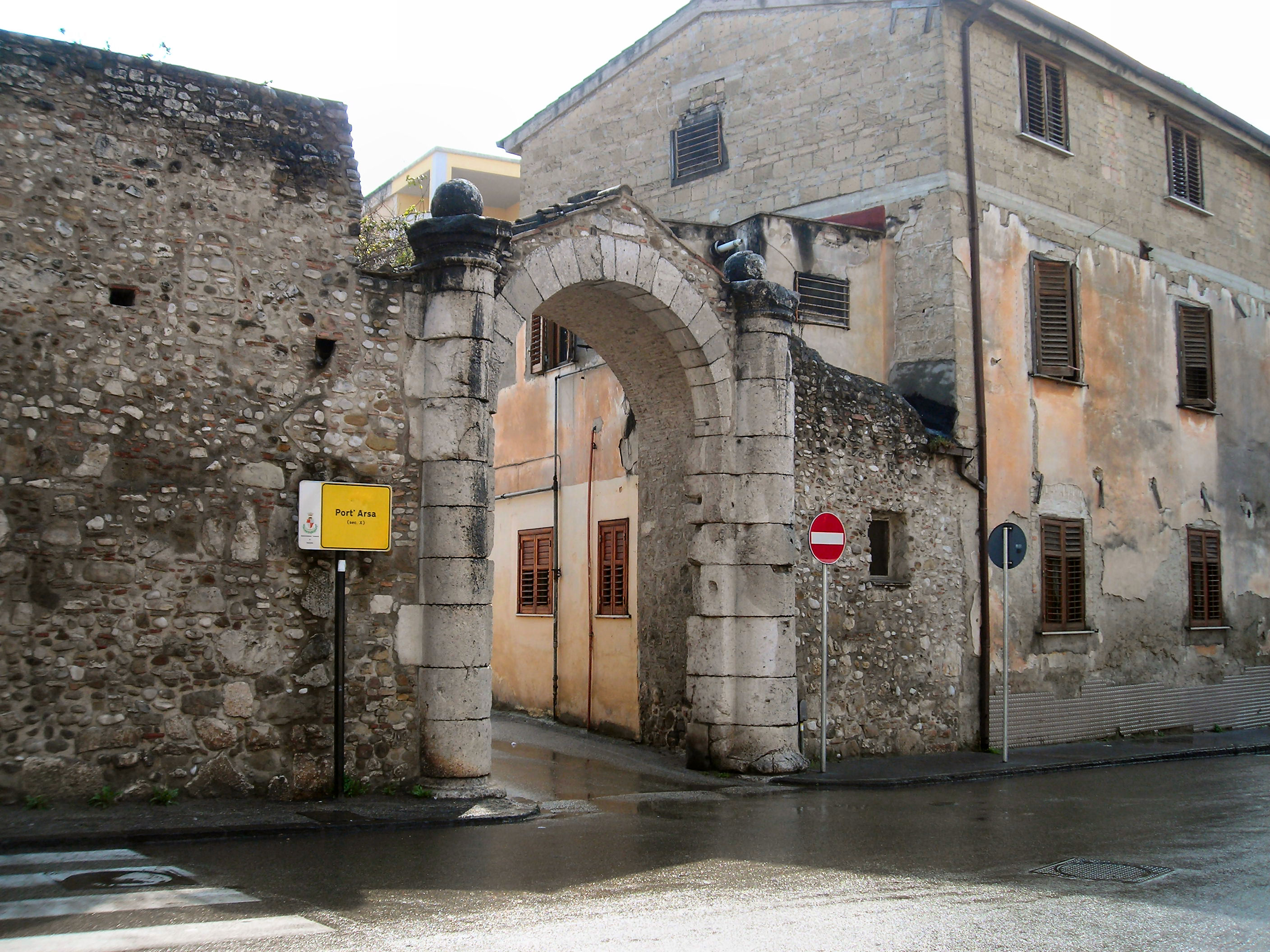
Port'Arsa.

Certaines tours de guet ont survécu : la Torre De Simone (du nom du bâtiment qui l'incorporait) et la Torre del Santo Panaro (ainsi appelée à cause d'un bas-relief qui représente un homme tenant un panier) sont toutes deux circulaires et situées dans la zone nord des murailles. Dans la partie sud, il y a deux tours à base polygonale, dont la plus remarquable est la Torre della Catena.
La première partie des remparts a été construite entre les VIe et VIIe siècles et ne concernait que la rive de la rivière Calore Irpino, au nord de la ville. Au VIIIe siècle, Arigis II de Bénévent fortifie également les rives du Sabato, y compris les bâtiments romains survivants tels que le théâtre romain de Bénévent et l'amphithéâtre romain de Bénévent. D'autres expansions, mais de moindre importance, eurent lieu en 926.
La structure des murailles est assez variée : sur un socle constitué de gros blocs de calcaire et de tuf volcanique les remparts s'élèvent en opus incertum, constitués essentiellement de galets de rivière liés au mortier, mais de briques et de grosses pierres équarries provenant probablement d'édifices romains. Cependant, au fil des siècles, les murs ont subi de nombreuses altérations dues à des tremblements de terre, à leur abandon ou à leur réutilisation comme murs de construction. Certaines sections de briques qui intègrent, recouvrent ou soutiennent les murs d'origine datent du XVIIe siècle ou plus tard, et certaines concentrations anormales de pierres et de bas-reliefs romains laissent penser qu'il s'agit de découvertes archéologiques appliquées à des fins décoratives à la fin du XVIIIe siècle. D'autres, en blocs de pierre et de brique, datent d'interventions de la fin du XIXe siècle. Une restauration du mur a eu lieu dans les années 1990.

### La tour de la chaîne

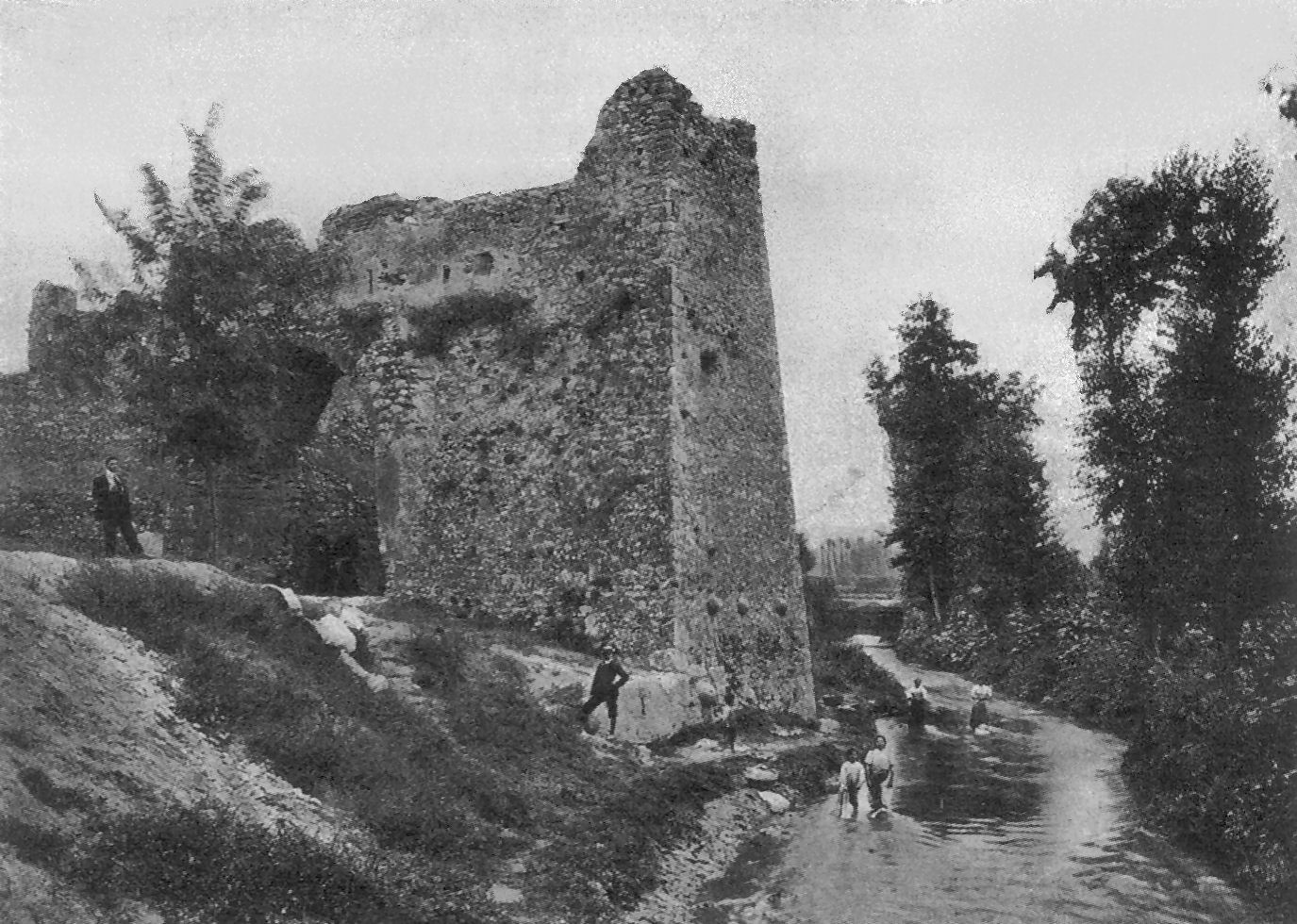
Torre della Catena au début du XXe siècle.

LaTorre della Catena, avec une base polygonale et une forme pyramidale, était un avant-poste défensif tourné vers le pont Leproso et la rivière Sabato, près de Port'Arsa. Les angles, qui ne sont pas d'équerre, sont constitués de pierres angulaires en pierre calcaire locale, provenant de bâtiments romains voisins et reciselées de manière appropriée. De plus, surtout dans la partie sommitale, on remarque des briques romaines remarquables.
Les deux côtés orientés vers le sud, sur ce qui reste du canal qui, détourné de la rivière Sabato, alimentait les moulins avec ses embranchements, présentent au fond cinq douilles hémisphériques réutilisées, placées sur une ligne horizontale à une distance d'environ 1,40 m, afin de déterminer une sorte de séparation entre les structures supérieures et la base de la tour